# Motor em W
Um motor W12 Napier Lion.
Motores em W são motores com os cilindros dispostos de tal forma que formam um "W", quando vistos ao longo da linha do eixo (virabrequim).
Três configurações diferentes tem sido chamadas de motores em W:
- Três bancos de cilindros compartilhando um mesmo virabrequim, também conhecida como broad arrow.[1][2]
- Quatro bancos de cilindros compartilhando um mesmo virabrequim.
- Dois bancos de cilindros com dois virabrequim.

A Volkswagen desenvolveu uma versão desse tipo de motor, tendo ficado conhecido também como "VV" ou "WR" por combinar dois motores do tipo "VR". O sistema "VR" originalmente foi desenvolvido como um motor de 6 cilindros em um tamanho mais próximo possível de um 4 cilindros.
Um dos carros mais rápidos do mundo, o Bugatti Veyron, já tem essa tecnologia no motor, usando duas bancadas em W (VR8), totalizando quatro grupos de cilindros (W16).

Animação